# Stephan Seiler
Stephan Seiler (Fortaleza, 16 settembre 2000) è un calciatore brasiliano naturalizzato svizzero, centrocampista del Sciaffusa.

## Caratteristiche tecniche
È un centrocampista centrale.

## Carriera
Cresciuto nel settore giovanile dello Zurigo, debutta in prima squadra il 19 giugno 2020 in occasione dell'incontro di Super League pareggiato 3-3 contro lo Young Boys.

## Statistiche

### Presenze e reti nei club
Statistiche aggiornate al 4 dicembre 2021.
| Stagione        | Squadra         | Campionato      | Campionato | Campionato | Coppe nazionali | Coppe nazionali | Coppe nazionali | Coppe continentali | Coppe continentali | Coppe continentali | Altre coppe | Altre coppe | Altre coppe | Totale | Totale |
| Stagione        | Squadra         | Comp            | Pres       | Reti       | Comp            | Pres            | Reti            | Comp               | Pres               | Reti               | Comp        | Pres        | Reti        | Pres   | Reti   |
| --------------- | --------------- | --------------- | ---------- | ---------- | --------------- | --------------- | --------------- | ------------------ | ------------------ | ------------------ | ----------- | ----------- | ----------- | ------ | ------ |
| 2019-2020       | Zurigo          | ASL             | 8          | 0          | CS              | 0               | 0               |                    | -                  | -                  |             | -           | -           | 8      | 0      |
| 2020-2021       | Zurigo          | ASL             | 15         | 1          | CS              | 0               | 0               |                    | -                  | -                  |             | -           | -           | 15     | 1      |
| 2021-2022       | Zurigo          | ASL             | 2          | 0          | CS              | 0               | 0               |                    | -                  | -                  |             | -           | -           | 2      | 0      |
| Totale carriera | Totale carriera | Totale carriera | 25         | 1          |                 | 0               | 0               |                    | -                  | -                  |             | -           | -           | 25     | 1      |